# Annenheim Challenger 1996
L'Annenheim Challenger 1996 è stato un torneo di tennis facente parte della categoria ATP Challenger Series nell'ambito dell'ATP Challenger Series 1996. Il torneo si è giocato ad Annenheim in Austria dal 3 al 9 giugno 1996 su campi in erba.

## Vincitori

### Singolare
Alex Rădulescu ha battuto in finale  David Wheaton con il punteggio di 6–4, 6–2

### Doppio
Sandon Stolle /  Michael Tebbutt hanno battuto in finale  Mahesh Bhupathi /  Leander Paes con il punteggio di 6–2, 6–4